# Henny Meijer
Henny Meijer (sinh ngày 17 tháng 2 năm 1962) là một cầu thủ bóng đá người Hà Lan. Chơi tại vị trí Tiền đạo

## Sự nghiệp đội tuyển
Hennie Meijer thi đấu cho đội tuyển bóng đá quốc gia Hà Lan từ năm 1987.

## Thống kê sự nghiệp

### Câu lạc bộ[1]
| Câu lạc bộ     | Mùa giải  | Giải đấu       | Giải đấu | Giải đấu |
| Câu lạc bộ     | Mùa giải  | Hạng           | Số trận  | Số bàn   |
| -------------- | --------- | -------------- | -------- | -------- |
| Telstar        | 1983/84   | Eerste Divisie | 32       | 20       |
| Volendam       | 1984/85   | Eredivisie     | 33       | 9        |
| Roda JC        | 1985/86   | Eredivisie     | 31       | 8        |
| Roda JC        | 1986/87   | Eredivisie     | 34       | 19       |
| Ajax           | 1987/88   | Eredivisie     | 26       | 11       |
| Groningen      | 1988/89   | Eredivisie     | 34       | 15       |
| Groningen      | 1989/90   | Eredivisie     | 29       | 8        |
| Groningen      | 1990/91   | Eredivisie     | 34       | 12       |
| Groningen      | 1991/92   | Eredivisie     | 29       | 10       |
| Groningen      | 1992/93   | Eredivisie     | 20       | 4        |
| Verdy Kawasaki | 1993      | J1 League      | 11       | 2        |
| Cambuur        | 1993/94   | Eredivisie     | 25       | 8        |
| Heerenveen     | 1994/95   | Eredivisie     | 13       | 2        |
| De Graafschap  | 1995/96   | Eredivisie     | 20       | 5        |
| Veendam        | 1996/97   | Eerste Divisie | 32       | 14       |
| Veendam        | 1997/98   | Eerste Divisie | 19       | 3        |
| Tổng cộng      | Tổng cộng | Tổng cộng      | 422      | 150      |

### Quốc tế
| Đội tuyển bóng đá Hà Lan | Đội tuyển bóng đá Hà Lan | Đội tuyển bóng đá Hà Lan |
| Năm                      | Trận                     | Bàn                      |
| ------------------------ | ------------------------ | ------------------------ |
| 1987                     | 1                        | 0                        |
| Tổng cộng                | 1                        | 0                        |

## Danh hiệu
J - League: 1993
Cúp J - League: 1993